# Peter Pan
Peter Pan es un personaje ficticio creado por el escritor escocés James Matthew Barrie para una obra de teatro estrenada en Londres el 27 de diciembre de 1904 llamada Peter Pan y Wendy.
Peter Pan es un niño que nunca crece, tiene diez años y odia el mundo de los adultos. Siempre va acompañado de su hada, Campanilla. El polvo que esta desprende hace que Peter tenga la capacidad de volar indefinidamente. Vive en el país de Nunca Jamás, una isla poblada tanto por piratas como por indios, hadas y sirenas, donde vive numerosas aventuras junto a sus amigos, los Niños Perdidos.

## Inspiración del personaje

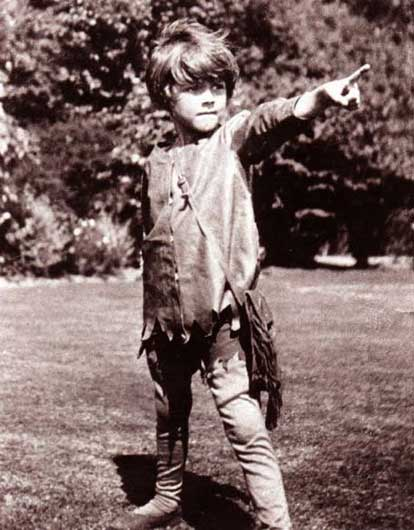
Michael Llewelyn Davies como Peter Pan.

La figura de Peter Pan está inspirada en los hermanos Llewelyn Davies. La familia Llewelyn Davies era amiga de James Barrie, quien desarrolló la idea para Peter Pan y Nunca Jamás a partir de su estancia y amistad con los hijos de los Davies. A menudo, representaba con los Davies pequeñas obras de teatro y participaba activamente en sus juegos infantiles.

## El personaje en la obra
Barrie postula que, antes de nacer, todos los bebés son aves; de aquí nace la figura de Peter Pan, un niño que salió volando por la ventana de su cuarto mientras sus padres dormían, porque les había oído hablar de las cosas que tenía que hacer cuando fuese adulto. Creyendo ser ave, voló directo a los Jardines de Kensington; allí el hada Campanilla lo encontró y se lo llevó al País de Nunca Jamás, donde conoció a indios, sirenas, hadas y demás criaturas fantásticas que habitaban aquel lugar.
Peter Pan es un preadolescente de unos 11 a 16 años, delgado, pelirrojo y ojos marrones, que viste un traje hecho con materia vegetal y cosas encontradas en la selva de Nunca Jamás. Lleva también un puñal que suele usar como arma ofensiva y una flauta de Pan. En la novela, Peter tiene una personalidad inmadura, egocéntrica, egoísta y, en ocasiones, cruel debido a que vive haciendo lo que le da la gana sin ninguna responsabilidad real; es por eso que tiene un miedo terrible a hacerse adulto y vivir en un mundo lleno de reglas y límites.
Su principal enemigo es James Garfio, capitán de la tripulación del Jolly Roger, al que Peter cortó la mano derecha en un duelo de espadas; desde entonces, es perseguido por la tripulación de Garfio para capturarlo y asesinarlo; sin embargo, esto no parece preocuparle mucho y se dedica a burlarse y mofarse de Garfio y de todos sus piratas.
Peter vuela hasta la ventana de los Darling casi todas las noches, porque le gustan los cuentos que Wendy les cuenta a sus hermanos y, una noche, después de recuperar su sombra, Peter decide llevarlos al País de Nunca Jamás para que Wendy se convierta en la madre de los Niños Perdidos.
Cuando Wendy decide volver a su hogar con sus hermanos y los Niños Perdidos, Peter le promete a Wendy regresar de nuevo para oír sus cuentos.
Al final de la obra se le menciona como el niño que guía las almas de los niños muertos antes de tiempo hacia el Más Allá.

## Habilidades

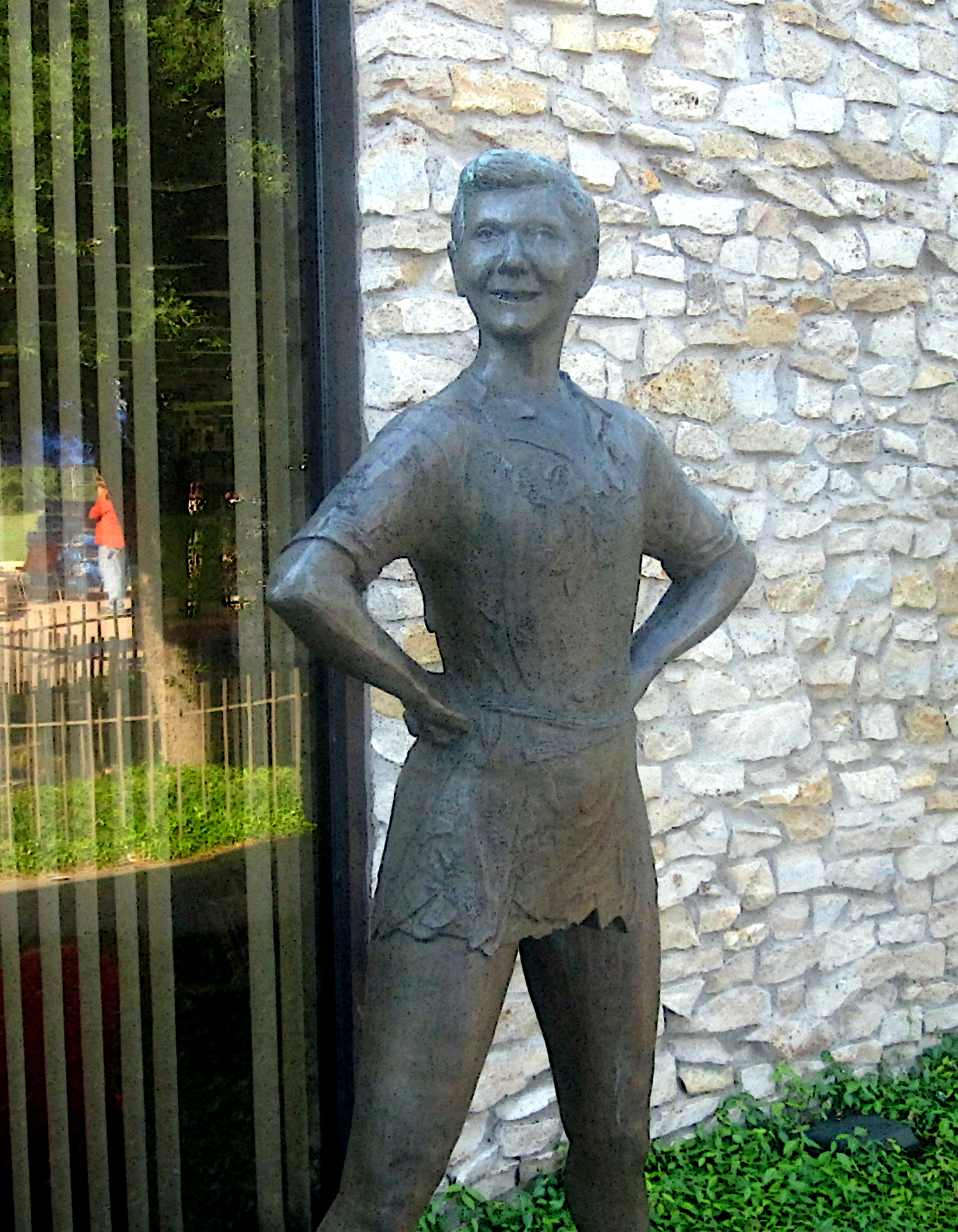
Escultura de Peter Pan, personaje que fue cambiando a largo del tiempo.

La habilidad arquetípica de Peter Pan es su juventud interminable. En Peter Pan y Wendy, se explica que Peter nunca debe recordar sus propias aventuras y lo que aprenda sobre el mundo para poder mantenerse como un niño. La no autorizada precuela por Barry y Pearson atribuye la eterna juventud de Peter a su exposición a la materia de estrellas, una sustancia mágica que ha caído a la tierra.
La habilidad de volar de Peter es explicada aunque de una forma inconsistente. En The Little White Bird Peter es capaz de volar porque, como todos los bebés, es medio pájaro. En la obra y en la novela, enseña a los niños Darling a volar usando una combinación de «preciosos pensamientos maravillosos» (que se convirtieron en «pensamientos felices» en la película de Disney) y polvo de hadas; no está claro si es suficiente con el requisito de «maravillosos pensamientos» (se dice en la novela que esto no era más que una tonta desviación del polvo de hadas siendo la verdadera fuente), o si requería de polvo de hadas. Sin embargo, en la dedicatoria de Barrie a la obra Peter Pan, el niño que no quería crecer, el autor atribuye a consideraciones más prácticas la idea del polvo de hadas como necesaria para volar.
En Hook, el adulto Peter es incapaz de volar hasta que rememora sus «recuerdos felices». La habilidad de volar es también atribuida a la materia de estrellas aparentemente igual al polvo de hadas en las precuelas de Starcatchers. Peter tiene un efecto sobre toda Nunca Jamás y sus habitantes cuando se encuentra allí. Barrie dice que aunque Nunca Jamás aparece diferente para cada niño, la isla «se despierta» cuando Peter vuelve de su viaje a Londres. En el capítulo «La laguna de las sirenas» en el libro Peter y Wendy, Barrie escribe que apenas hay algo que Peter no sea capaz de hacer. Es un hábil espadachín, rivalizando incluso con el capitán Garfio, a quien cortó la mano en un duelo. Tiene una visión y oído notablemente agudos. Es experto en mímica, copiando la voz de Garfio, y el tic tac del Cocodrilo. En la película de 2003, las sirenas hablan haciendo sonidos de delfines, que Peter puede entender y hablar.
En Peter y Wendy y Peter Pan de rojo escarlata, hay varias menciones a la habilidad de Peter de imaginar cosas hasta hacerlas reales, como comida, aunque su habilidad juega un papel mayor en Peter Pan de rojo escarlata. También crea ventanas y puertas imaginarias como una especia de metáfora física para ignorar o rehuir a sus compañeros. Se dice que es capaz de sentir el peligro cuando está cerca.
En Peter y Wendy, Barrie dice que la leyenda de Peter Pan, que la Señora Darling escuchó de pequeña, consistía en que cuando los niños mueren, él los acompaña en parte de su viaje a su destino para que no estén asustados; de esta forma se asemeja al dios griego Hermes en su papel de psicopompo.
En la obra original, Peter dice que nadie debe tocarle jamás (aunque él no sabe por qué), y las instrucciones del escenario especifican que nadie lo haga durante la obra. Wendy se acerca a Peter para darle un «dedal» (beso), pero es prevenido por Campanilla.

## Personajes relacionados

### Campanilla
Fue el hada que adoptó y crio a Peter Pan, y posiblemente la causa de que éste sea un tanto presumido. Es muy celosa, vanidosa y maliciosa, tanto es así que llega a animar a los Niños Perdidos para que ataquen a Wendy, diciéndoles que es un ave que Peter quiere que eliminen. En realidad no es mala, pero las hadas son tan pequeñas que solo tienen espacio para un único sentimiento.
Demostrando su estima por Peter, se apura a beber su medicina envenenada causándole casi la muerte, pero este logra salvarla.

### Wendy Darling

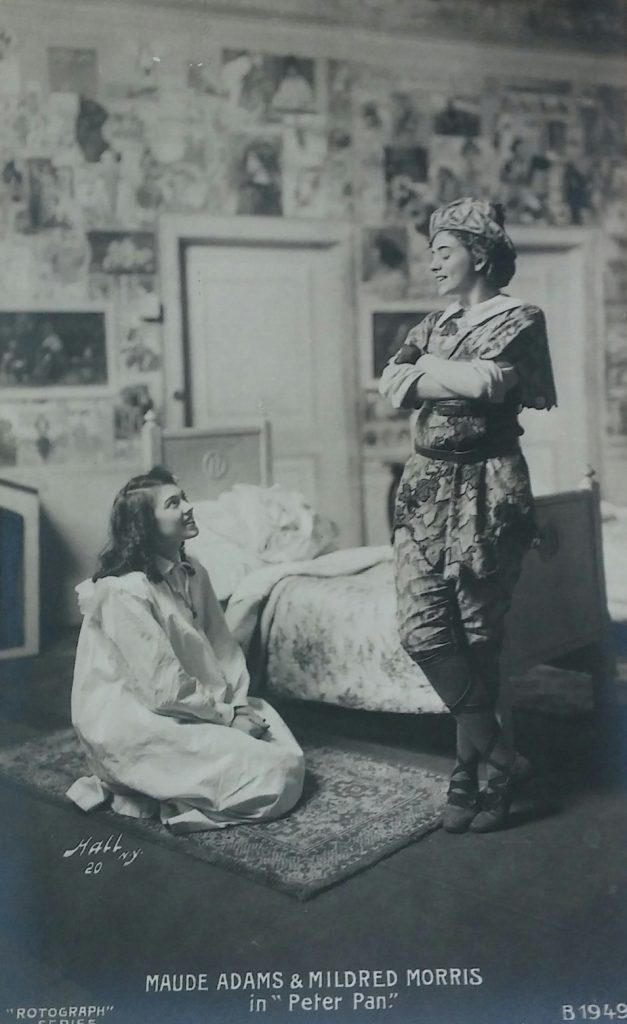
Maude Adams como Peter Pan y Mildred Morris como Wendy en 1906

Es una hermosa niña de doce años que sueña con un lobezno en una rara isla que parece combinar bosque y jungla. Entre sus sueños se le aparece Peter Pan pero no es hasta varios días después cuando lo conoce realmente.
Esta acompaña a Peter a Nunca Jamás porque le gusta la idea de ser una madre y despierta a sus dos hermanos menores, para que también vayan con ella. En el libro se comporta como tal y llega a decir frases que su propia madre decía, tales como: «Dios mío, a veces pienso que las solteras son de envidiar» y «A veces los niños son más una maldición que una bendición».
El capitán Garfio le hace ver que huyó de su casa y que pudo ser una decepción para sus padres. Tanto Peter como Garfio la quieren como madre, por su talento para contar cuentos y por su gran cariño y sensibilidad. Después vuelve a casa junto con sus hermanos y los Niños Perdidos.
Se ha dicho que Barrie inventó el nombre de «Wendy» en esta historia, pero, en realidad, ya se utilizaba en los Estados Unidos e Inglaterra aunque era extremadamente raro. Las historias de Peter Pan popularizaron el nombre. Wendy es el hipocorístico inglés de Gwendolin. Otras variantes: Guendolen, Guendolina, Guendalina,  Gundelina, Gundelinda, Guvendolina, Gwyneth, Gwen, Wendi.

### Capitán Garfio
El capitán James Garfio (en inglés Captain James Hook) es un personaje ficticio de Peter Pan, creado por J. M. Barrie como capitán pirata y némesis del niño volador. Capitán del Jolly Roger, usa un garfio de hierro donde debería estar su mano derecha (izquierda en algunas adaptaciones), que fue cortada por Peter Pan y comida por un cocodrilo. Busca matar a Peter Pan para vengarse de que le cortara su mano mientras es perseguido por el cocodrilo quien se obsesionó con su sabor.

### John y Michael Darling
Son los hermanos pequeños de Wendy, de nueve y cuatro años respectivamente. Les encanta oír los cuentos de Peter Pan que su hermana mayor les cuenta por las noches.
Se llevan bastante bien con los Niños Perdidos, así como con Tigridia, la princesa india. Aunque son personajes del libro, tienen poca importancia en la historia.

### Los Niños Perdidos
Son una cuadrilla de niños que viven con Peter Pan y Campanilla en la casa subterránea para que Garfio no los descubra. Ellos son: Slightly, Tootles, Nibs, Curly y los Gemelos.

### Los piratas
Los antagonistas principales de la obra son una pandilla de crueles y sanguinarios bandidos que tripulan el Jolly Roger. Llegaron a Nunca Jamás para explorar y robar todos los tesoros y joyas que encontrasen. Son capitaneados por James Garfio, un famoso y temido pirata al que Peter Pan le cortó la mano derecha y se la dio de comer a un cocodrilo gigante, y a este le gustó tanto el sabor del capitán que lo sigue a todas partes para devorarlo. Desde ese momento, Garfio usa un gancho como mano derecha y que también utiliza como arma cuando pelea. La tripulación acusa a su capitán de haber olvidado las actividades propias de los piratas, como robar y saquear, ya que se pasan el día buscando el escondite de Peter Pan para acabar con él.
El lugarteniente de Garfio es el torpe Mr. Smee.

### Los Picaninny
Son una tribu de la misma etnia que los nativos norteamericanos. Son grandes amigos de Peter Pan y enemigos jurados de los piratas. Tigridia es la princesa del poblado.

### George y Mary Darling
Son los padres de Wendy, John y Michael, aparecen como adultos serios y responsables. George trabaja en un banco y causa cierta extrañeza o miedo a Wendy. Lo que sus hijos no saben es que George fue amigo de Peter Pan y uno de los Niños Perdidos.
Esto explica el comentario de George, cuando ve junto con su esposa e hijos el Jolly Roger volando. «Una vez vi ese mismo barco, cuando era un niño…». Referente a Mary, en el libro se menciona que tiene un "Beso Especial" en la mejilla dirigido para alguien especial; el mismo que también tiene Wendy y, a su vez, su hija Jane. Los tres besos especiales dirigidos a Peter Pan.

## Apariciones
El 27 de diciembre de 1904 el personaje debutó en teatro, dentro de una puesta en escena bajo el título Peter Pan, el niño que no quería crecer o Peter Pan y Wendy, estrenada en Londres, que después se volvió libro para niños en 1911. Mientras tanto, el episodio donde Peter Pan apareció dentro del libro El pajarito blanco, fue retomado por Barrie para ser publicado en 1906, ahora dentro de un libro infantil llamado Peter Pan en los Jardines Kensington, el cual fue ilustrado por Arthur Rackham.

## En la cultura popular

### Películas

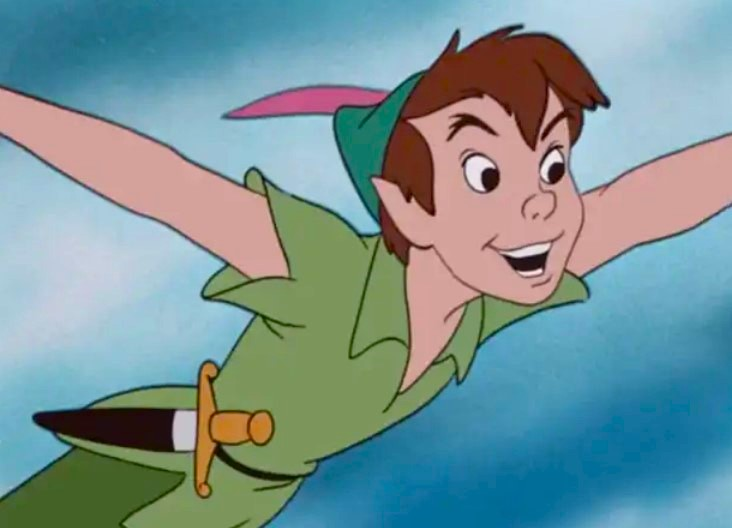
Peter Pan en la adaptación de Disney.

- Peter Pan apareció por primera vez en pantalla en la película estadounidense de aventuras muda Peter Pan, de 1924, lanzada por Paramount Pictures como una adaptación de la obra teatral original.
- Desde su película animada de 1953, The Walt Disney Company ha seguido usando a Peter Pan como personaje. El estudio lo presentó en la secuela Return to Neverland, y en sus parques temáticos como un personaje para conocer y como el protagonista de la atracción Peter Pan's Flight, un túnel de paseo oscuro suspendido sobre raíles elevados. También aparece como personaje secundario en las series de televisión House of Mouse y Jake and the Never Land Pirates, y varios videojuegos de Disney, como la serie Kingdom Hearts. En la película Chip 'n Dale: Rescue Rangers, Sweet Pete, el "actor" que interpretó al personaje en la película de 1953, actúa como antagonista principal.
- En 1991 se estrenó Hook, la primera película con el personaje como un adulto, interpretado por Robin Williams.
- Peter Pan, la gran aventura (2003) fue protagonizada por Jeremy Sumpter como Peter.
- En 2015 se estrenó la película Pan, viaje a nunca jamás, protagonizada por Levi Miller como Peter, siendo un huérfano que viajó hasta Nunca Jamás.
- El personaje apareció en la película de 2023 Peter Pan & Wendy, interpretado por Alexander Molony, siendo la historia una adaptación en acción real de la película de animación de 1953.

### Televisión
- Peter Pan ha aparecido en la serie Once Upon a Time, interpretado por Robbie Kay, quiere el corazón de un creyente para seguir viviendo y junto a los niños perdidos y a su sombra secuestra a otros niños para buscar a Henry. Él es un villano recurrente en la serie, y siendo originalmente un hombre llamado Malcolm, padre de Rumpelstiltskin.

### Música
- En 1980 el cantautor napolitano Edoardo Bennato publica el álbum "Sono solo canzonette" (Solo son cancioncitas), inspirado y dedicado a Peter Pan y a los demás personajes y a su mundo, y en polémica con las casas discográficas y con el business que hay detrás de la música.
- En 2002, el cantautor madrileño Ismael Serrano publicó su disco titulado La traición de Wendy, donde hacía alusión a la novela de Barrie, especialmente al final de esta y a la promesa que se hacen Peter Pan y Wendy al final del libro.
- En 2010 aparece la canción "Hey Peter Pan" del cantautor español José Riaza en su disco en vivo El folk es el hogar. Anteriormente había lanzado con su grupo de rock Tragicomi-K tres canciones con referencias al personaje: "Ella y yo" (2002), "Ella y yo II/La traición de Wendy" (2006) y "Heredando revoluciones" (2008). La segunda de las canciones aparecería en el disco Cualquier tiempo pasado (2014) de José Riaza como "La traición de Wendy".

### Otros usos en la cultura popular
El nombre Peter Pan ha sido adoptado para varios propósitos a lo largo de los años:
- En 1983, el dibujante español Max creó un personaje de cómic underground llamado Peter Pank, evidente parodia del personaje de Barrie y, especialmente, de su encarnación en la película de Walt Disney.

## Temas
La temática más ampliamente tratada en la historia parece ser el miedo a hacerse adulto y afrontar los problemas de la madurez, representado en la figura de Peter Pan y los Niños Perdidos, aunque estos últimos terminan siendo adoptados por los Darling y se convierten en adultos serios y responsables.
Algunos comentaristas también ven en la historia un contenido sexual: el despertar sexual de Wendy y los sentimientos freudianos de Peter por la figura materna, junto con sus peleas y los sentimientos conflictivos entre Wendy y Campanilla, cada una representando un estereotipo diferente de mujer a lo largo de la historia. También se ha hecho una interpretación de la relación entre Peter Pan y Wendy desde el punto de vista del psicoanálisis.

## Esculturas públicas
- La estatua original en Kensington Gardens por el escultor George Frampton fue encargada por Barrie y erigida durante la noche el 30 de abril de 1912 como una sorpresa de la Festividad de los Mayos para los niños de Londres. Hay siete estatuas moldeadas en el molde original[2] Las otras seis se encuentran en:
  - Egmont Park, Bruselas, Bélgica,[3] 1924
  - Bowring Park, St. John's, Newfoundland, Canadá, Bowring Park, 1925
  - Johnson Park, Camden, Nueva Jersey, Estados Unidos,[4] 1926
  - Queens Gardens, Perth, Australia Occidental,[5] 1927
  - Sefton Park, Liverpool, Inglaterra,[6] 1928
  - Glenn Gould Park, Toronto, Ontario, Canadá,[7] 1929

- Una estatua por Paul Montfort fue encargada por el ayuntamiento de Melbourne, Australia, en 1926 y ahora se encuentra en el Zoo de Melbourne.[8]
- Una estatura por Alex Proudfoot RSA, director de Glasgow School of Art, fue erigida en el hospital de Mearnskirk para niños en Glasgow en 1949, encargado por Alfred Ellsworth en memoria de su amigo Dr. John A Wilson, primer superintendente del hospital de Mearnskirk, que había sido una amigo de la escuela de J.M. Barrie.[9]
- Una estatua de Ivan Mitford Barberton fue encargada por Vyvyan y Gwen Watson en memoria de su hijo Peter y entregada en 1959 al hospital de la Cruz Roja, monumento a los caídos en Cabo Occidental, África del sur.[10]
- Un par de estatuas por Cecil Thomas, una mostrando a Peter Pan y Campanilla, y la otra a Wendy y los niños Darling, han sido colocadas en Jardín Botánico de Dunedin en Dunedin, Nueva Zelanda desde los años 60.[11]
- Dos moldes de bronce de la estatua de Alistair Smart, originalmente encargados por Angus Milling Company en 1972 están en Kirriemuir, Escocia, una en la plaza mayor y otra en el Jardín de Peter Pan, en el lugar de nacimiento de Barrie, ahora propiedad del National Trust of Scotland.[12]
- Una estatua de bronce por Diarmuid Byron O'Connor fue encargada por Great Ormond Street Hospital en Londres y presentada en 2000, mostrando a Peter soplando polvo de hadas, con Campanilla, añadida en 2005.[13]

Estatuas de Peter Pan
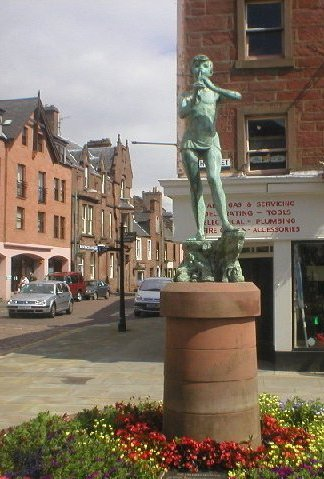
En Kirriemuir, Escocia
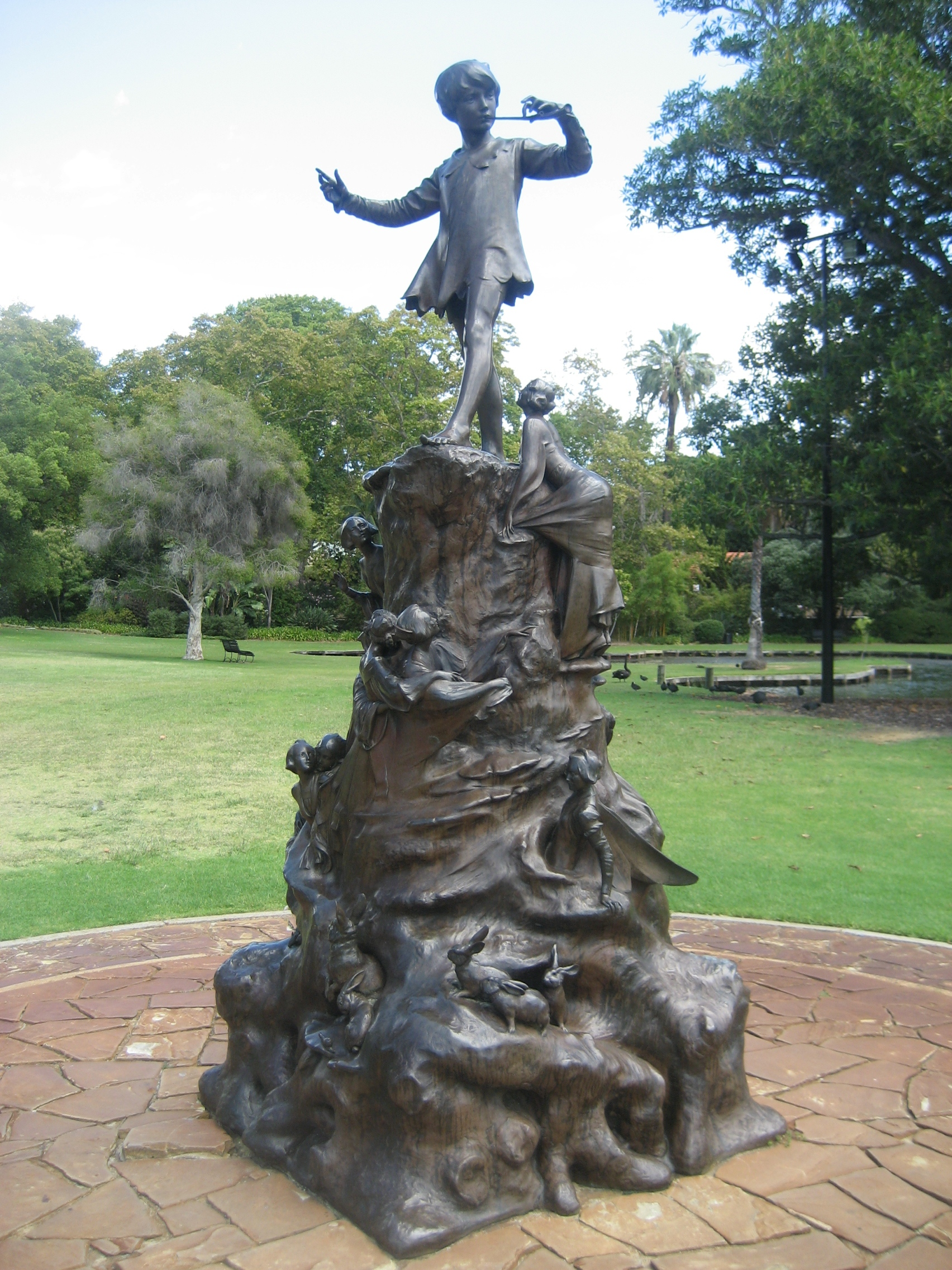
En Perth, Australia
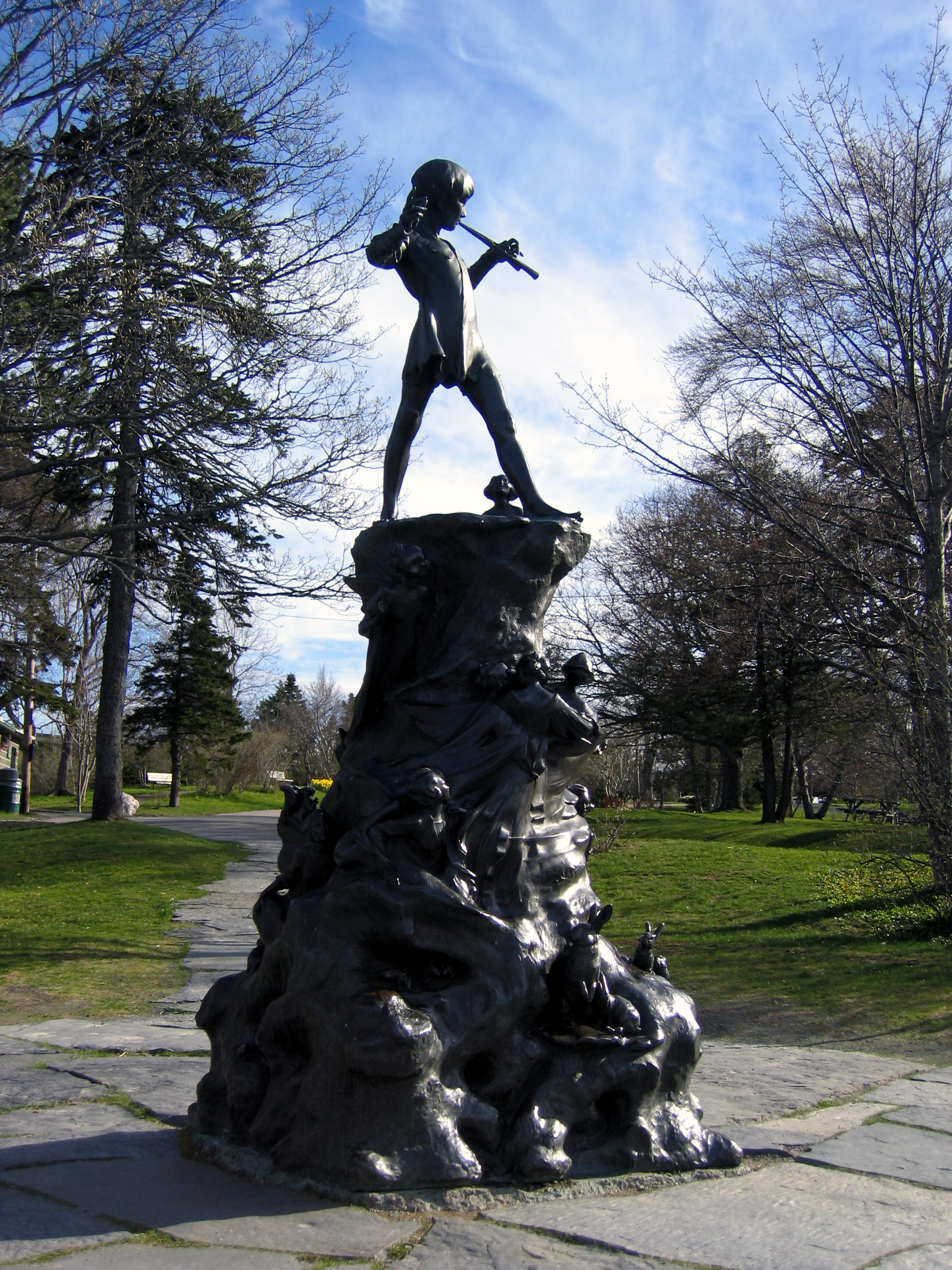
En San Juan de Terranova, Canadá
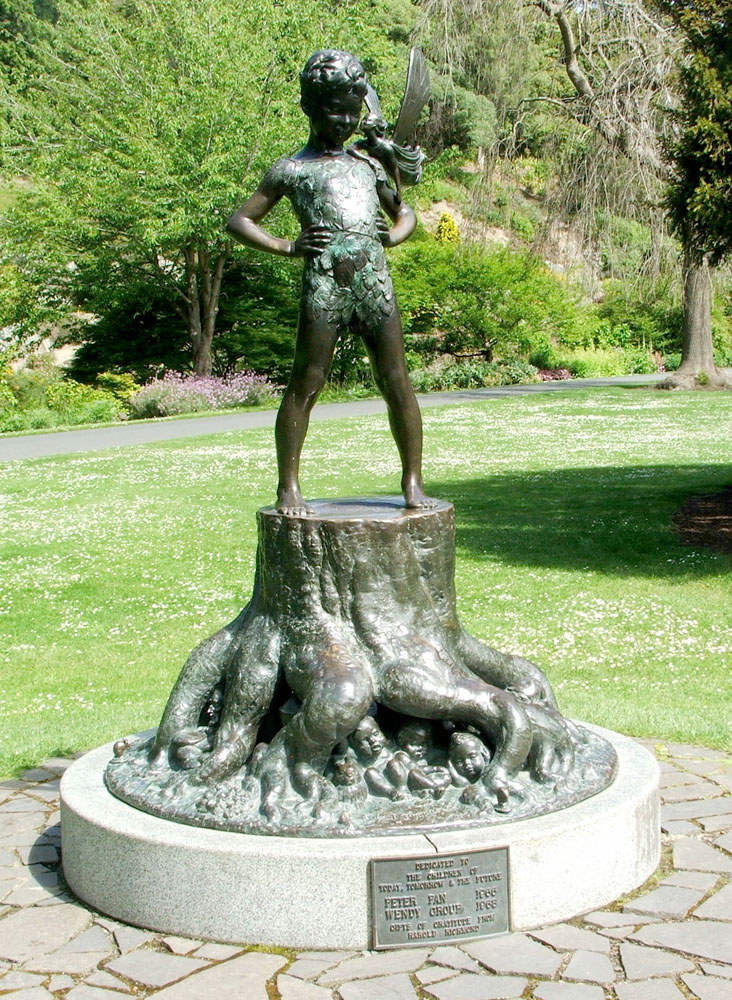
En Dunedin, Nueva Zelanda
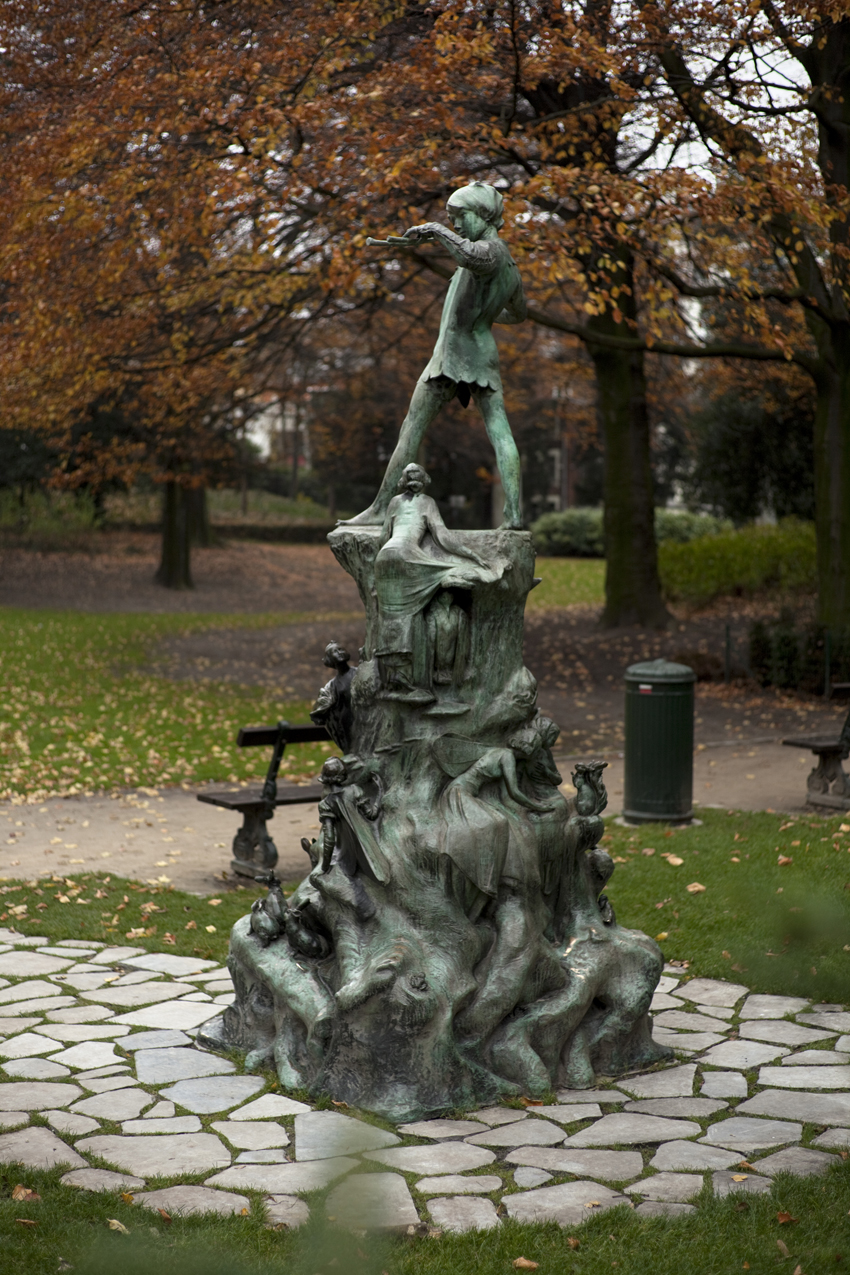
En el parque de Egmont, Bruselas, Bélgica
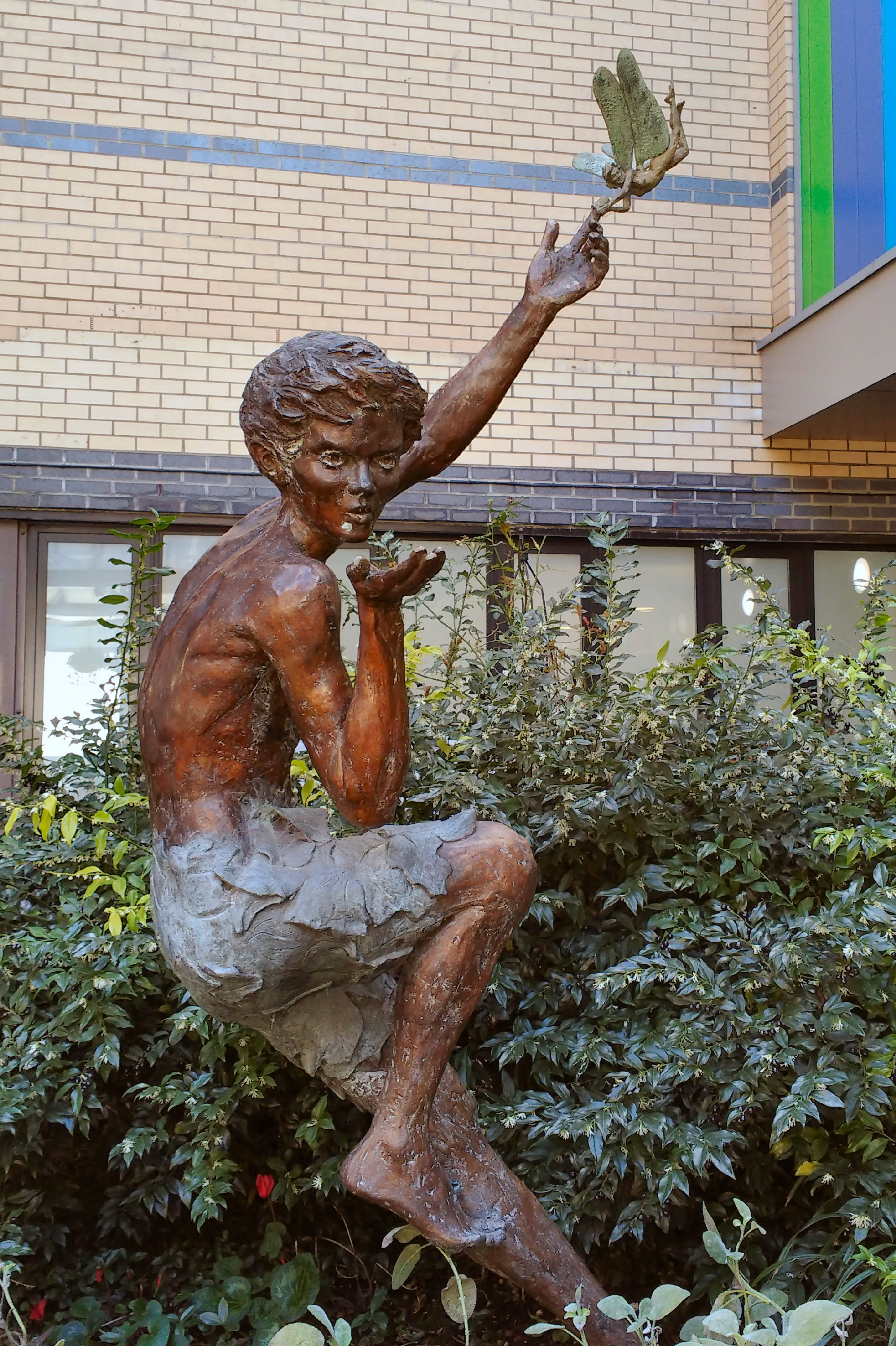
Estatua de Peter Pan en el Hospital Great Ormond Street, Londres
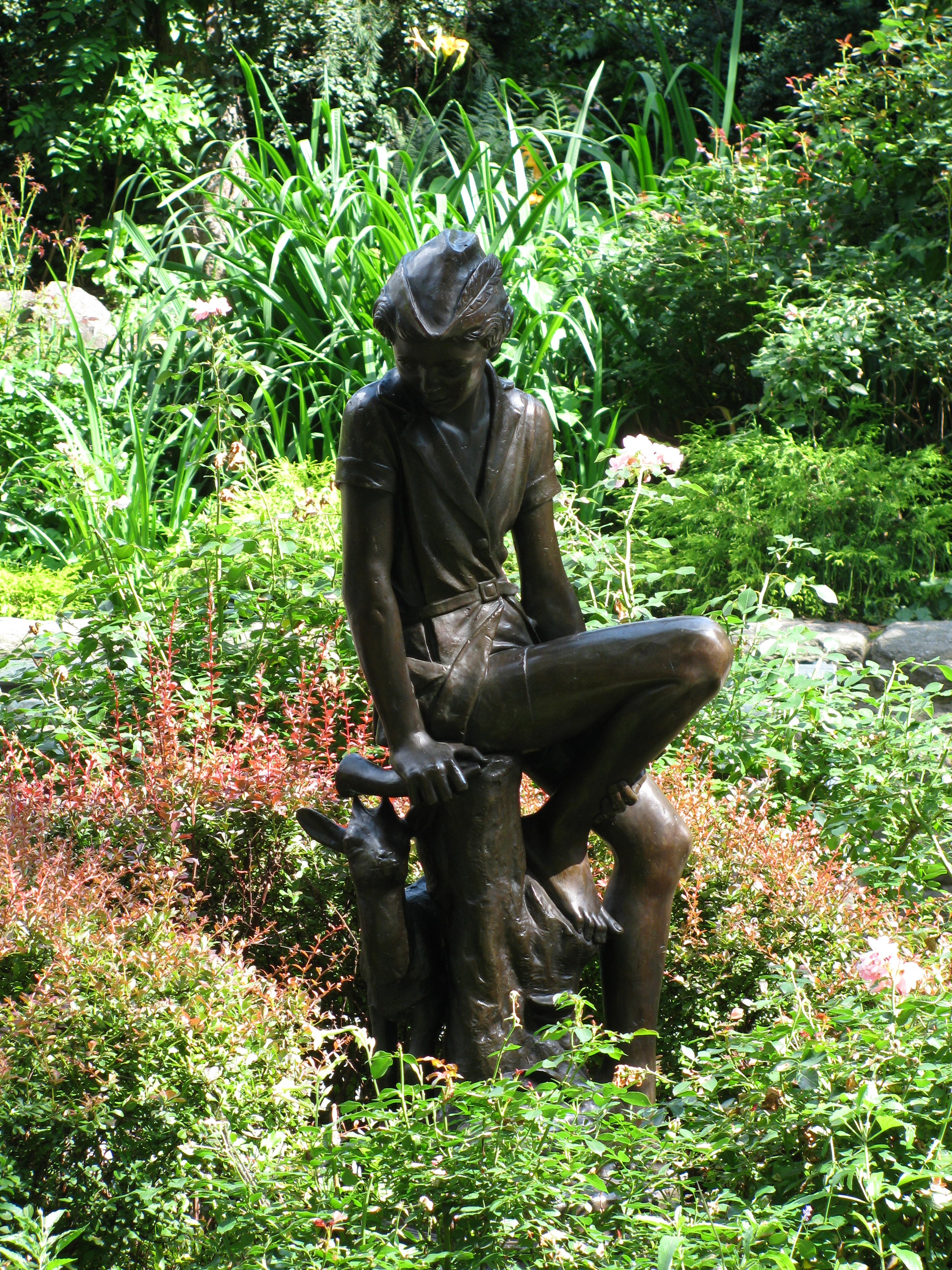